# Дуализм (религия)
Дуали́зм (от лат. dualis — двойственный) — религиозное воззрение, согласно которому основу мира и бытия составляют два независимых начала. Они могут пониматься как сотрудничающие, взаимодополняющие или как враждебные друг другу.
Религиозному дуализму стадиально предшествуют представления, выраженные в дуалистических мифах.
Термин «дуализм» был введён в 1700 году Т. Хайдом для описания систем религиозных взглядов, в которых имеется жёсткое противопоставление доброго (Бог) и злого (Сатана) принципов, объявляемых несводимыми друг к другу, равносильными и совечными. В соответствии с таким подходом, в богословии понятие дуализма может также быть связано с двоебожием. Это означает веру в двух одинаково могущественных богов с противоположными качествами, которые могут пребывать в гармонии друг с другом (битеизм) или в противостоянии и вечной борьбе (дитеизм).
Хотя дитеизм/битеизм подразумевает моральный дуализм, они не равнозначны, так как битеизм/дитеизм подразумевает (по крайней мере) двух богов, в то время как моральный дуализм не подразумевает никакого «теизма» вообще.
Дитеизм/битеизм в религии не обязательно предполагает, что она не может быть одновременно монистической. Например, зороастризм, являясь ярким представителем дуалистических религий, содержит в то же время монотеистические черты. Зороастризм никогда не проповедовал явный монотеизм, являясь на деле оригинальной попыткой унификации политеистической религии под культом единого верховного Бога. Такие религии как зурванизм, манихейство, и мандеизм все были представителями дуалистических философий, но также и монистическими религиями, так как в каждой есть верховный и трансцендентальный Первый Принцип, из которого две равные, но противоположные сущности произошли.
Это также верно для известных гностических сект, таких как богомилы, катары и так далее. Их верования можно сравнить с маркионизмом, который утверждал, что Старый и Новый Заветы были работой двух разных враждующих богов.

## Дуализм в восточной мистике

Даосская монада, изображающая концепцию Инь-ян

Дуальность мира, представляющая собой взаимодействие двух полярностей, стоящих за сотворённой вселенной (света и тьмы, добра и зла и т. п.), отражена во многих символах. Наиболее известный из них — символ «инь-ян».
Идеями противопоставления света и тьмы изобилуют многие оккультные магические символы, но суть у них всё время одна: свет (ян) и тьма (инь) вечно возвращаются, следуя друг за другом, и порождают то, что китайцы называют «Десятью тысячами вещей», то есть мир сотворённый.

## Дуализм тела и души
Примером религиозного дуализма служит восприятию разума и тела как отдельных и потенциально независимых субстанций. Существует мнение, что склонность людей к дуализму такого рода развилась в ходе эволюции способностей к ментализации. Именно склонность к дуализму делает людей восприимчивыми к вере в сверхъестественное и загробную жизнь, в которой тело уходит в землю, а душа отправляется в рай.